# Irídio
O irídio (do latim iris, "íris" ou "arco-íris") é um elemento químico, símbolo Ir, de número atômico 77 (77 prótons e 77 elétrons) com massa atómica 192,2 u situado no grupo 9 da tabela periódica dos elementos.
Trata-se de um metal de transição, duro, frágil, pesado, de cor branco prateado. É empregado em ligas de alta resistência que podem suportar elevadas temperaturas. É um elemento pouco abundante, encontrado na natureza associado ao ósmio e à platina, e muito resistente à corrosão. À temperatura ambiente, o irídio encontra-se no estado sólido. Ambos, ósmio ou irídio podem ser considerados os elementos mais densos. À temperatura e à pressão ambiente, a densidade calculada do ósmio é 22,61 g/cm3 e a densidade calculada do irídio é 22,65 g/cm3. No entanto, o valor medido experimentalmente (utilizando cristalografia de raios-x) para o ósmio é de 22,59 g/cm3, enquanto que a de irídio é de 22,56 g/cm3. Normalmente, o ósmio é o elemento mais denso.

## Características principais
O irídio é um metal de transição branco assemelhando-se à platina, mas com uma tonalidade ligeiramente amarelada. Devido a sua extrema dureza e grande fragilidade é difícil de ser moldado ou trabalhado. O irídio é o metal mais resistente à corrosão conhecido.
O irídio não sofre ação de ataque de ácidos ou pela água régia, mas pode ser atacado por alguns sais fundidos, como NaCl e NaCN. A densidade deste elemento é a segunda mais alta conhecida, sendo o ósmio o mais denso.
Seus estados de oxidação mais comuns são +1, +3 e +4.

## Aplicações
O principal uso do irídio, devido à sua dureza, é como agente endurecedor em ligas de platina. Outros usos:
- Para fabricar cadinhos e outros dispositivos que requerem altas temperaturas.
- Contatos elétricos como, por exemplo, na liga Pt/Ir (velas de ignição).
- As ligas de irídio/ósmio são quase que inteiramente empregadas em penas de canetas do tipo tinteiro, agulhas de toca-discos, agulhas de bússolas, agulhas de injeção e eixos de diversos instrumentos
- O irídio tambem é usado em lentes de oculos de sol.
- O irídio é usado como um catalisador para a carbonilação do metanol produzindo ácido acético.
- O isótopo Ir-192 é usado em radiografia industrial
- O isótopo 192 do irídio é largamente empregado em braquiterapia de alta taxa de dose, uma modalidade de tratamento de radioterapia para tumores malignos.

As ligas de irídio com ósmio são denominadas "osmirídio" aquelas que contem maior quantidade de ósmio e "iridiósmio" aquelas que apresentam mais irídio.

## História
O irídio foi descoberto em 1803 por Smithson Tennant em Londres, Inglaterra, junto com o ósmio num resíduo colorido escuro de petróleo bruto, dissolvendo o resíduo de platina em água régia. Posteriormente, este elemento foi nomeado a partir da palavra latina que significa “arco-íris” porque seus sais são altamente coloridos.
Uma barra desse metal foi usado como padrão para a unidade de comprimento (metro) e unidade de massa (quilograma) pelo Departamento Internacional de Pesos e Medidas, mantido em Sèvres, perto de Paris. Esta barra é formada por uma liga com 90% de platina e 10% de irídio. De 1960 até 1983, a barra de Paris como unidade padrão de comprimento metro foi substituída pela definição do comprimento de onda da emissão vermelha-alaranjada de um átomo de Kr-86. Atualmente o metro é definido como sendo o comprimento do trajeto percorrido pela luz no vácuo, durante um intervalo de tempo de ¹/299.792.458 de segundo (unidade de base ratificada pela 17ª CGPM — 1983).
O evento KT, marco de tempo entre as eras do cretáceo e o terciário no tempo geológico, foi identificado por um fino estrato de argila rica em irídio. De acordo com muitos cientistas, como Luis Alvarez, este irídio era de origem extraterrestre atribuído a um asteróide ou cometa que chocou com a Terra, perto de uma região que agora é a Península de Iucatã.
Entretanto, o cientista Dewey M. McLean do Instituto Politécnico da Virgínia (EUA), acredita que o irídio é de origem vulcânica. O núcleo da terra é rico em irídio, e o vulcão "Piton de la Fournaise" (“pico da fornalha”) em Reunião, por exemplo, está liberando irídio até hoje.

## Ocorrência
O irídio é geralmente encontrado na natureza associado à platina ou com outros metais do grupo da platina, em depósitos aluviais. As ligas naturais do irídio incluem "osmirídio" e "iridiósmio", que são misturas de irídio e ósmio. É encontrado em meteoritos.
É obtido comercialmente como um subproduto da mineração e processamento do níquel.

## Isótopos
Há dois isótopos naturais do irídio e muitos radioisótopos, sendo o mais estável o o Ir-192 com uma meia-vida de 73,83 dias. O Ir-192 deteriora, por decaimento beta, para Pt-192, enquanto a maioria dos outros radioisótopos decaem em ósmio.

## Precauções
O irídio metálico geralmente não é tóxico por ser pouco reativo, entretanto os compostos de irídio devem ser considerados altamente tóxicos.